# UNEF

Flaga Organizacji Narodów Zjednoczonych.

United Nations Emergency Force (UNEF) – Doraźne Siły Narodów Zjednoczonych zostały powołane 7 listopada 1956 na podstawie „Rezolucji nr 1001” przyjętej przez Zgromadzenie Ogólne ONZ.
W 1973 powołano Drugie Doraźne Siły Narodów Zjednoczonych, dlatego rozróżnia się: UNEF I – 1956 oraz UNEF II – 1973. UNEF powstały z inicjatywy kanadyjskiego ministra spraw zagranicznych Lestera Pearsona (w uznaniu zasług w 1957 został laureatem Pokojowej Nagrody Nobla).

## UNEF I

Baretka medalu ONZ za misję UNEF I.

UNEF I – (First United Nations Emergency Force) – Pierwsze Doraźne Siły Pokojowe Organizacji Narodów Zjednoczonych działały w okresie od listopada 1956 do czerwca 1967. Zostały one powołane w celu nadzorowania wycofania się wojsk brytyjskich, francuskich i izraelskich z Egiptu po wojnie sueskiej 1956. Misja UNEF I została podzielona na cztery etapy:
1. listopad – grudzień 1956 – nadzorowanie wycofania się wojsk brytyjskich i francuskich oraz zdyscyplinowane przekazanie Egiptowi strefy Kanału Sueskiego.
2. grudzień 1956 – marzec 1957 – rozdzielenie wojsk izraelskich i egipskich na Półwyspie Synaj oraz nadzorowanie wycofania się sił izraelskich ze wszystkich obszarów zdobytych podczas wojny, poza Gazą i Szarm el-Szejk.
3. marzec 1957 – nadzorowanie wycofania się wojsk izraelskich z Gazy i Szarm el-Szejk.
4. rozmieszczenie międzynarodowych sił rozjemczych wzdłuż granicy izraelsko-egipskiej.

Swoich żołnierzy w ramach sił UNEF do Egiptu wysłały następujące państwa: Brazylia, Dania, Finlandia, Indie, Indonezja, Jugosławia, Kanada, Kolumbia, Norwegia i Szwecja. Wsparcie i pomoc udzieliły: Stany Zjednoczone, Włochy i Szwajcaria. Pierwsze oddziały UNEF zaczęły lądować w Kairze 15 listopada 1956 i do stycznia 1957 osiągnęły swoją pełną zdolność bojową (6000 ludzi). Siły UNEF zostały w pełni rozlokowane na Półwyspie Synaj do 8 marca 1957.
Siedzibą dowództwa misji była Gaza. Siły UNEF miały być gwarantem bezpieczeństwa, nadzorującym przestrzeganie zawieszenia broni pomiędzy Izraelem a Egiptem. Mogły zostać wycofane wyłącznie za zgodą Organizacji Narodów Zjednoczonych.
16 maja 1967 szef sztabu egipskiej armii generał Mohammed Fawzy zażądał wycofania międzynarodowych sił pokojowych UNEF z Półwyspu Synaj. Fawzy napisał w liście do dowódcy sił UNEF: „Do twojej wiadomości, wydałem rozkaz wszystkim siłom zbrojnym Egiptu być gotowym do działań przeciwko Izraelowi, który może przeprowadzić agresywne działania przeciwko jakiemukolwiek państwu arabskiemu. Z powodu tego rozkazu nasze wojsko już jest skoncentrowane na Synaju na naszej wschodniej granicy. Przez wzgląd na bezpieczeństwo wojsk ONZ, które stacjonują wzdłuż naszych granic, proszę abyś wydał rozkaz natychmiastowego ich wycofania”. Dowódca sił UNEF, generał Indar Jit Rikhye odpowiedział, że musi poczekać na decyzję sekretarza generalnego ONZ.
Sekretarz Generalny Organizacji Narodów Zjednoczonych Sithu U Thant podjął próbę negocjacji z Egiptem, a następnie 18 maja zaproponował Izraelowi przegrupowanie międzynarodowych sił pokojowych UNEF na terytorium Izraela, by mogły one nadal wypełniać swoją misję rozjemczą na granicy izraelsko-egipskiej. Wobec odmowy Izraela, 18 maja 1967 Sithu U Thant wyraził zgodę na ewakuację sił UNEF z Półwyspu Synaj i ze Strefy Gazy.
19 maja 1967 Egipt rozpoczął re-militaryzację Synaju, przegrupowując oddziały wojskowe ku granicy z Izraelem.

## UNEF II

Baretka medalu ONZ za misję UNEF II.

UNEF II – (Second United Nations Emergency Force) – Drugie Doraźne Siły Pokojowe Organizacji Narodów Zjednoczonych, działające w okresie, od października 1973 do czerwca 1979, które miały nadzorować wstrzymanie walki pomiędzy wojskami Egiptu i Izraela, oraz dyslokację wojsk zwaśnionych krajów, a także sprawowały kontrolę nad strefą buforową. Państwami uczestniczącymi były: Australia, Austria, Finlandia, Ghana, Indonezja, Irlandia, Kanada, Nepal, Panama, Peru, Polska, Senegal i Szwecja. Siedzibą misji była Ismailia.
W obu tych misjach uczestniczyło w sumie około 13 tysięcy żołnierzy plus personel cywilny i lokalny. Zginęło w sumie około 160 osób.